# ليفان متشيدليدزه
ليفان متشيدليدزه (بالجورجية:ლევან მჭედლიძე) (مواليد 24 مارس 1990 في تبليسي - الاتحاد السوفييتي) لاعب كرة قدم جورجي يلعب حاليا لصالح نادي الدرجة الأولى باليرمو الإيطالي منذ 2008 معارا من نادي الدرجة الثانية إمبولي في مركز المهاجم .
في ربيع 2006 كان ليفان يلعب مع ناشئي فريق ديلا جوري الجورجى حين لمحه أحد كشافي فريق إمبولي وهو جيانى كارنافيلى. فتابعه مع منتخب جورجيا تحت 19 سنة في بطولة ودية في بلجيكا فرشحه للفريق التوسكاني. ونجح مسئولي ايمبولي في التعاقد مع مشيدليدزي بعد منافسة حامية مع فرق كثيرة أبرزها بايرن ميونخ الألماني.
ليفان وقع عقده الاحترافي مع ايمبولي في يوليو 2007 بعد أن واجه مشاكل لأنه لا يحمل جنسية أوروبية
ليفان مشيدليدزي لم ينجح في الظهور مع ايمبولي حتى انتقاله إلى باليرمو لإصابته قبل بداية الموسم 2007\08 لكنه دولي مع منتخب بلاده منذ 2007 وقد كان عمره يومها 17 سنة فقط !
ليفان مشادليدزى بدأ مشواره الدولي مع جورجيا ضد أبطال العالم إيطاليا في لوجى فيراريس بعدما دفع به مدرب المنتخب الجورجي كلاوس توبمولر في تصفيات أمم أوروبا. وفي المباراة التالية شارك مع زملائه في منتخب جورجيا للشباب ليفان كينيا وجورجى مشاريدزى ضد المنتخب الاسكوتلندي وساهم في فوز جورجيا 2-0 بعدما احرز الهدف الثاني لجورجيا.
بعد هبوط ايمبولى إلى الدرجة الثانية كثرت الأحاديث حول مستقبل اللاعب في الفريق. وفي يوم السبت 30 أغسطس 2008 أعلن الموقع الرسمي لإيمبولى وموقع باليرمو الرسمي عن انتقال ميشادليدزى إلى باليرمو عن طريق الإعارة مع إمكانية انتقال اللاعب بكامل عقده إلى باليرمو مع نهاية الموسم.

## روابط خارجية
- ليفان متشيدليدزه على موقع الاتحاد الدولي (مؤرشف)  (الإنجليزية)
- ليفان متشيدليدزه على موقع الاتحاد الأوربي (الإنجليزية)
- ليفان متشيدليدزه على موقع قاعدة بيانات كرة القدم.إي يو (الإنجليزية)
- ليفان متشيدليدزه على موقع ناشيونال فوتبول تيمز (الإنجليزية)
- ليفان متشيدليدزه على موقع Soccerway.com (الإنجليزية)
- ليفان متشيدليدزه على موقع عالم كرة القدم.نت (الإنجليزية)
- ليفان متشيدليدزه على موقع كووورة
- ليفان متشيدليدزه على موقع AS.com (الإسبانية)